# Chris Wright (baloncestista de 1989)
Christopher Taylor Wright (nacido el 4 de noviembre de 1989 en Bowie, Maryland) es un jugador de baloncesto estadounidense que actualmente está sin equipo. Con 1,85 metros de estatura, juega en la posición de base.

## Trayectoria deportiva

### Universidad
Tras haber disputado en 2007 el prestigioso McDonald's All-American Game, jugó durante cuatro temporadas con los Hoyas de la Universidad de Georgetown, en las que promedió 12,4 puntos, 4,0 asistencias y 2,9 rebotes por partido. En 2011 fue incluido en el tercer mejor quinteto de la Big East Conference.

### Profesional
Tras no ser elegido en el Draft de la NBA de 2011, fichó por el Olin Edirne de la liga turca. Allí jugó una temporada, en la que promedió 12,7 puntos y 4,0 asistencias por partido.
Al año siguiente firmó un contrato no garantizado con New Orleans Hornets, pero finalmente fue descartado antes del comienzo de la competición. En su lugar, se unió al filial de la NBA D-League, los Iowa Energy. Jugó una temporada en la que promedió 16,1 puntos y 6,8 asistencias por partido.
El 13 de marzo de 2013 firmó un contrato por 10 días con los Dallas Mavericks, convirtiéndose en el primer caso conocido de jugador con esclerosis múltiple que fichaba por un equipo de la NBA. Jugó tres partidos, en los que sólo anotó dos puntos, regresando posteriormente a los Energy.
En verano jugó con los Capitanes de Arecibo de la liga de Puerto Rico, y la temporada siguiente fichó por el ASVEL Lyon-Villeurbanne de la liga francesa, donde en 30 partidos promedió 7,1 puntos y 3,8 asistencias.
En 2014 regresó nuevamente a los Iowa Energy.
El 13 de julio de 2021, firma por el Derthona Basket de la Lega Basket Serie A.
El 12 de noviembre de 2022, llegó un acuerdo para firmar por el Casademont Zaragoza de la liga ACB.

## Estadísticas de su carrera en la NBA

### Temporada regular
| Año     | Equipo | PJ | PT | MPP | %TC  | %3P  | %TL  | RPP | APP | ROB | TPP | PPP |
| ------- | ------ | -- | -- | --- | ---- | ---- | ---- | --- | --- | --- | --- | --- |
| 2012-13 | Dallas | 3  | 0  | 1.3 | .500 | .000 | .000 | .0  | .0  | .0  | .0  | .7  |
| Total   | Total  | 3  | 0  | 1.3 | .500 | .000 | .000 | .0  | .0  | .0  | .0  | .7  |